# Mid Woody Islet
Mid Woody Islet est une petite île de 0,66 ha, au sud-est de l'Australie. 

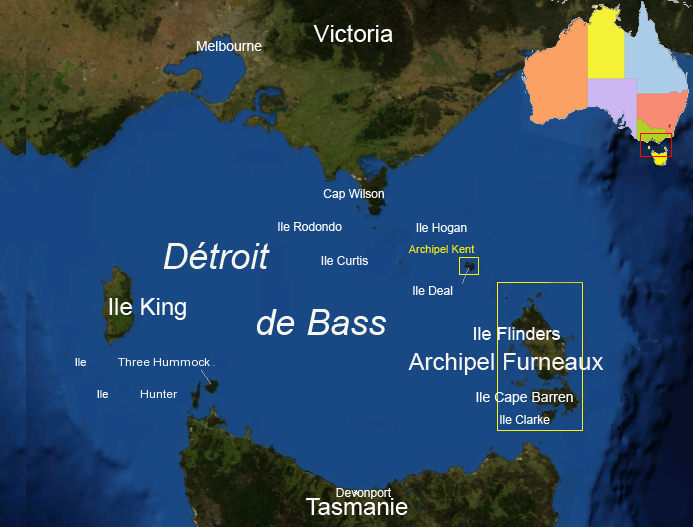
Détroit de Bass.

Elle fait partie du sous-archipel tasmanien de Tin Kettle Island. Elle est située à l'est du détroit de Bass, entre Flinders et Cape Barren Islands dans l'archipel Furneaux.   À marée basse, l'île communique avec les îles voisines d'Anderson, Little Anderson et Tin Kettle Islands grâce à d'importantes vasières intertidales.
Elle fait partie de la Zone importante pour la conservation des oiseaux de Franklin Sound Islands (ZICO), (Franklin Sound Important Bird Area) (IBA), reconnue comme telle par BirdLife International parce qu'elle abrite plus de 1 % des populations mondiales pour six espèces d'oiseaux.

## Faune
Les oiseaux marins et échassiers reconnus comme nicheurs sur l'île sont :
- Manchot pygmée (Little Penguin),
- Goéland austral (Pacific Gull),
- Huîtrier fuligineux (Sooty Oystercatcher)
- et Sterne tara (White-fronted Tern)[1].